# Заболотний Іван Миколайович
Іва́н Микола́йович Заболо́тний (нар. 1916 — пом. 1942) — радянський військовий льотчик-винищувач часів Другої світової війни, командир ланки 16-го винищувального авіаційного полку (6-й винищувальний авіаційний корпус Московської зони ППО), старший лейтенант. Герой Радянського Союзу (1942).

## Життєпис
Народився 12 липня 1916 року в селі Шипуватому Вовчанського повіту Харківської губернії (нині — село Великобурлуцького району Харківської області) в селянській родині. Українець. Здобув неповну середню освіту, працював у сільському господарстві. У 1930 році переїхав до міста Грозного, де працював спочатку учнем, а згодом — набірником у друкарні Чечено-Інгуського національного видавництва. Одночасно навчався в аероклубі.
22 жовтня 1937 року Іван Заболотний був призваний до лав Робітничо-селянської Червоної Армії і незабаром направлений в 8-у Одеську військову авіаційну школу льотчиків. Після її закінчення в 1938 році він отримав призначення в 16-й винищувальний полк 57-ї винищувальної авіаційної бригади Московського військового округу, який базувався на аеродромі Люберці. Лейтенант Іван Заболотний не раз пролітав у парадному строю над Червоною площею Москви. 16-й винищувальний авіаційний полк одним з перших в частинах винищувальної авіації був переозброєний новими винищувачами МіГ-3. Перед самою війною 20 червня 1941 року він увійшов до складу 6-го винищувального авіаційного корпусу ППО Москви.
Бойові вильоти командир ланки старший лейтенант Іван Заболотний здійснював з червня 1941 року. У перші місяці війни льотчики 16-го винищувального авіаційного полку ППО виробляли бойові вильоти переважно на патрулювання свого сектора відповідальності і перехоплення німецьких літаків-розвідників. Запеклі повітряні бої в небі Підмосков'я розгорнулися в жовтні 1941 року в ході Битви за Москву. Саме в цей період Іван Миколайович здобув свою першу повітряну перемогу. 12 жовтня 1941 року в небі над селищем Барибін Московської області він збив ворожий бомбардувальник Ю-88.
4 січня 1942 року Іван Заболотний тараном знищив німецький бомбардувальник Ю-88. З цього бою він не повернувся. У його послужному списку на цей момент значилося 110 бойових вильотів. У 20 повітряних боях він особисто збив за одними даними 10 за іншими даними 12 літаків противника. 4 березня 1942 року указом Президії Верховної Ради СРСР за зразкове виконання бойових завдань командування на фронті боротьби з німецьким фашизмом і проявлені при цьому відвагу і геройство старшому лейтенанту Заболотному Івану Миколайовичу було присвоєно звання Героя Радянського Союзу.

## Нагороди
Указом Президії Верховної Ради СРСР від 4 березня 1942 року «за зразкове виконання бойових завдань командування на фронті боротьби з німецькими загарбниками та виявлені при цьому відвагу і героїзм», старшому лейтенантові Заболотному Івану Миколайовичу присвоєне звання Героя Радянського Союзу з врученням ордена Леніна і медалі «Золота Зірка».
Також нагороджений орденом Червоного Прапора (05.03.1942).